# Stelling van Gauss-Bonnet

Een voorbeeld van een complex gebied waar de stelling van Gauss-Bonnet van toepassing kan zijn. In de figuur wordt het teken van de geodetische kromming getoond.

In de differentiaalmeetkunde, een deelgebied van de meetkunde, is de stelling van Gauss–Bonnet of de formule van Gauss–Bonnet een belangrijke stelling over oppervlakken die de meetkunde (in de zin van kromming) van een oppervlak relateert aan de topologie (in de zin van de Euler-karakteristiek) van dit oppervlak. De stelling is vernoemd naar Carl Friedrich Gauss die zich bewust was van een versie van de stelling, maar die hier nooit over publiceerde en Pierre Ossian Bonnet, die in 1848 een speciaal geval van deze later deels naar hem genoemde stelling publiceerde.

## Definitie
Stel dat {\displaystyle M} een compacte twee-dimensionale riemann-variëteit met begrenzing {\displaystyle \partial M} is. Laat {\displaystyle K} de Gaussiaanse kromming van {\displaystyle M} zijn en laat {\displaystyle k_{g}} de geodetische kromming van {\displaystyle \partial M} zijn. Dan geldt 
{\displaystyle \int _{M}K\,\mathrm {d} A+\int _{\partial M}k_{g}\,\mathrm {d} s=2\pi \chi (M)},
waarin {\displaystyle \mathrm {d} A} het volume-element van het oppervlak is, en {\displaystyle \mathrm {d} s} het lijnelement langs de begrenzing van {\displaystyle M}.
Hier is {\displaystyle \chi (M)} de euler-karakteristiek van {\displaystyle M}. Als de begrenzing {\displaystyle \partial M} stuksgewijs glad is, interpreteren we de integraal
{\displaystyle \int _{\partial M}k_{g}\,\mathrm {d} s}
als de som van de corresponderende integralen langs de gladde delen van de begrenzing, vermeerderd met de som van de hoeken, waarmee de gladde delen op de hoekpunten van de begrenzing draaien.

## Interpretatie en betekenis
De stelling is in het bijzonder van toepassing voor compacte oppervlakken zonder begrenzing, in welk geval de integraal
{\displaystyle \int _{\partial M}k_{g}\,\mathrm {d} s}
kan worden weggelaten. De stelling zegt dat de totale Gaussiaanse kromming van een dergelijke gesloten oppervlak gelijk is aan 2π maal de euler-karakteristiek van het oppervlak. Merk op dat voor oriënteerbare compacte oppervlakken zonder begrenzing de Euler-karakteristiek gelijk is aan {\displaystyle 2-2g}, waar {\displaystyle g} het genus van dit oppervlak is: Elke oriënteerbaar compacte oppervlak zonder begrenzing topologisch gelijkwaardig is aan een sfeer, waaraan enige handvatten zijn bevestigd, en dat {\displaystyle g} het aantal van deze handvatten telt.
Als men het oppervlak {\displaystyle M} buigt en vervormt, zal de Euler-karakteristiek van dit oppervlak, een topologische invariant, niet veranderen, dit hoewel de kromming op sommige punten wel zal veranderen. De stelling beweert, ietwat verrassend, dat de totale integraal van alle krommingen hetzelfde blijft, dit ongeacht de manier hoe de vervorming wordt uitgevoerd. Als een sfeer bijvoorbeeld een "deuk" heeft, dan is de totale kromming van deze sfeer {\displaystyle 4\pi } (de Euler-karakteristiek van een sfeer is 2), ongeacht hoe groot of hoe diep deze deuk ook mag zijn.
Compactheid van het oppervlak is van cruciaal belang. Beschouw bijvoorbeeld de open eenheidsschijf, een niet-compact riemann-oppervlak zonder begrenzing, met kromming 0 en met een euler-karakteristiek gelijk aan 1: de stelling van Gauss-Bonnet werkt hier niet. De stelling is echter wel van toepassing voor de compacte gesloten eenheidsschijf, die ook een Euler-karakteristiek 1 heeft, dit vanwege de toegevoegde grensintegraal met waarde {\displaystyle 2\pi }.